# Lac Tortue
Le Lac Tortue est une traduction directe en français de Kous Tba (en géorgien კუს ტბა), un petit lac situé aux abords de la capitale géorgienne de Tbilissi. Un autre nom, moins usité, est également utilisé parfois : le lac Korki (ქორქის ტბა).
Il porte ce nom car il possède une forme de tortue vue du ciel. 
Le lac Tortue est situé dans la partie boisée nord du Mont Mtatsminda et s'élève à 686,7 mètres au-dessus du niveau de la mer. Le lac est alimenté principalement par la petite rivière Varazis-Khevi, une branche du Mtkvari, qui s'étend de la Turquie à l'Azerbaïdjan, en passant par la Géorgie. Le lac n'est pas très profond, sa profondeur maximale étant de 2,6 mètres.
Le Lac Tortue est désigné comme le lieu favori des jeunes de Tbilissi. Les alentours du lac sont très peuplés, surtout en été et dans les week-ends. Plusieurs concerts et festivals s'y déroulent tout au long de l'année. L'endroit peut être atteint par la route ou par un téléphérique, nommé Sabourt'alo. Le lac est également situé près du Musée ethnographique de Tbilissi, qui propose une exposition des styles d'habitats géorgiens. 